# Гудовський Іван Васильович
Іван Васильович Гудовський (дата народження невідома, м. Пирятин Пирятинського повіту Полтавської губернії Російської імперії (нині — районний центр Полтавської області України) — пом. 1860, м. Київ, Російська імперія) — український художник, фотограф, товариш Тараса Шевченка.

## Біографія
Родом із козацької родини.
Навчався в іконописній майстерні Києво-Печерської лаври, в школі отця Іринарха.
У 1844–1848 роках — сторонній учень Петербурзької Академії мистецтв, після закінчення якої здобув звання «некласного художника» історичного живопису й портрета (1849).
Після закінчення Академії Гудовський оселився в Києві, де став одним із перших київських фотографів.
В 1858 році відкрилася майстерня К. Ф. Гербста на Подолі, потім на Хрещатику Гудовським. Учень Івана Васильовича — Ф. І. Левдик у газеті «Киевский телеграф» назвав Гудовського «знаменитим київським фотографом», а його майстерню — «найкращою та наймоднішою» в місті.
Під час навчання в Петербурзькій академії мистецтв Гудовський товаришував з Тарасом Шевченком — деякий час вони разом мешкали в одному місці. Під час перебування у Києві в 1859 році поет жив на квартирі у Гудовського. Допомагав Т. Шевченкові готувати до видання і розповсюджувати альбом малюнків Шевченка «Живописная Украина».
Пензлю Гудовського належать портрет російського імператора Миколи I (1844), а також відомі три його фотографії Т. Шевченка (1859).
Серед друзів та близьких знайомих Гудовського — Т. Шевченко, М. Лєсков, В. Ковальов, Ф. Слуджинський, М. Кунілакіс, В. Єзучевський, Є. Долгов, Ф. Левдик, М. Карп, К. Рогов та ін.
Помер і похований у Києві 1860 року.

## Три фотографії Тараса Шевченка, зроблені Іваном Гудовським

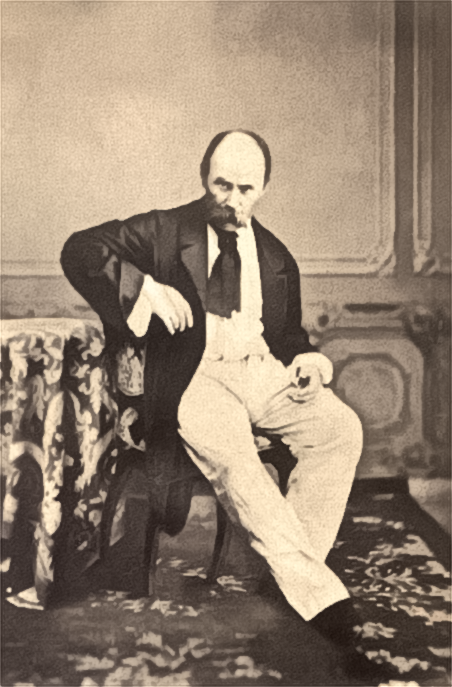
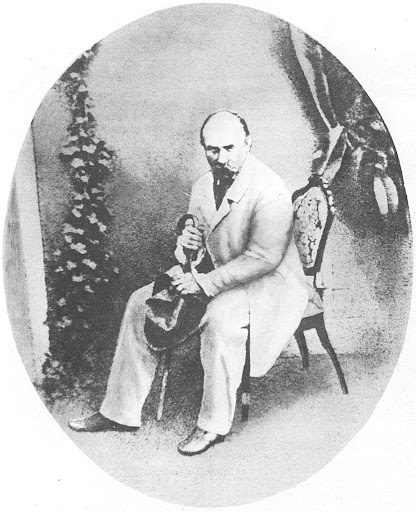
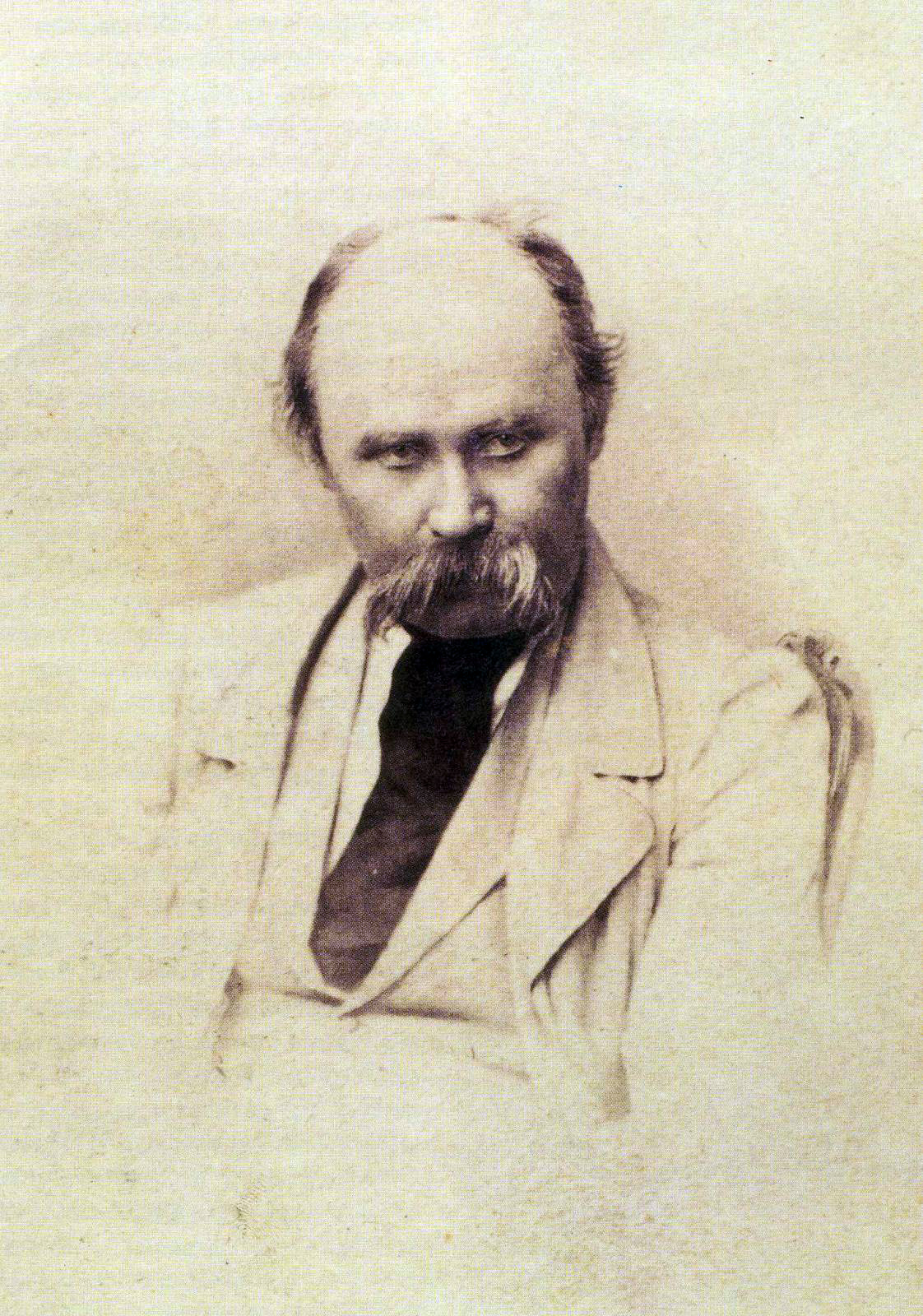